# Azalaís de Porcairagues
Azalaís de Porcairagues (también Azalaïs) o Alasais de Porcaragues fue una trovadora en occitano de la última parte del siglo XII. 
Se sabe poco de su vida, hay una única fuente que dice que era originaria de los alrededores de Montpellier, quizá en Portiragnes, al este de Béziers, y que amó a Gui Guerrejat, quien se hizo monje y había nacido alrededor de 1135 y muerto un año después de enfermar en 1178, era hermano de Guillermo VII de Montpellier. 
Aimo Sakari argumenta que fue probablemente la juglaresa que aparece en varios poemas de Raimbaut de Orange, y solo se conoce un poema suyo que hace referencia a la muerte de Raimbaut de Orange en 1173.

## Parte del poema
| Ar em al freg temps vengut que-l gels e-l neus e la fantanga el aucellet estan mut, qu'us de chanter non s'afrainga; | Ahora llegamos al tiempo frío, el de las escarchadas, la nieve y el barro y los pajarillos callados no se apresuran a cantar |